# 127 Joana
127 Joana é um grande asteroide escuro localizado no cinturão principal. Esse corpo celeste é classificado como um asteroide tipo CX, o espectro mostra propriedades de ambos, indicando que o mesmo é asteroide tipo C carbonáceo e um asteroide tipo X metálico. Ele possui uma magnitude absoluta de 8,30 e um diâmetro de 116,14 ± 3,93 km.

## Descoberta e nomeação
127 Joana foi descoberto no dia 5 de novembro de 1872, pelo astrônomo francês Prosper Henry. Acredita-se que o mesmo foi nomeado em honra de Joana d'Arc.

## Características orbitais
A órbita de 127 Joana tem uma excentricidade de 0,064 e possui um semieixo maior de 2,756 UA. O seu periélio leva o mesmo a uma distância de 2,579 UA em relação ao Sol e seu afélio a 2,932 UA.